# 원측
원측(圓測, 613년~696년)은 신라의 승려이다.
원측의 성은 김, 속명은 문아(文雅)이고, 신라 왕족으로서 경주 모량부(牟梁部) 출신이다. 3세에 출가했고, 15세(627)에 당나라로 유학을 떠나, 효소왕 5년(696)에 84세로 당나라에서 입적하였다.
당나라에서 법상(法常) · 승변(僧辨)에게서 유식론(唯識論)을 배웠으며, 현장(玄奬: 602-664)이 645년에 인도로부터 귀국한 후에는 그에게도 사사했다. 중국어 · 산스크리트어에 능통하였고, 당 태종으로부터 도첩(度牒)을 받아 원법사(元法寺)에 기거하며 《비담론》·《성실론》·《구사론》 등을 공부하고 고금의 장소(章疏, 신하가 임금에게 상소하는 글)에 통달하였다.
《보우경(寶雨經)》·《화엄경》을 비롯한 여러 산스크리트어 불경 번역에 참여하였다. 법상종에 속하였는데 당시 법상종의 정통으로 자처하던 규기(窺基)의 자은파(慈恩派)와는 경전해석상에서 의견을 달리하였다.
저서로는 《해심밀경소(海深密經疏)》를 비롯한 다수가 있다.

## 생애
당시 신라 왕손이 불가에 출가하는 것은 흔한 경우였으며, 이 전통은 고려에까지 이어졌다. 3세에 출가하여, 많은 신라 승려들이 그랬듯이 원측도 진평왕 49년(627년), 15세에 당나라로 유학을 갔고 법상(法常)과 승변(僧辨)에게서 유식학(唯識學)을 배웠으며, 645년에 현장이 인도 구법 여행에서 돌아오자 새로운 유식학을 배웠다. 중국어와 범어에 능했다.
유학 도중 당 태종이 도첩(度牒)을 하사하고 원법사(元法寺)에 있게 하였다. 당나라에 무르는 동안 《비담론(毘曇論)》, 《성실론(成實論)》, 《구사론(俱舍論)》 등을 읽었고, 역경(譯經, 경전을 번역하는 일)과 저술 등에 종사하여 중국의 불교 발전에 공헌하였다. 원측은 유식(唯識)학자였으며 후에 서명사에서 대덕(大德)이 되었다. 당시 당나라 고종의 황후인 측천무후는 원측을 살아 있는 부처처럼 존경하여, 신라 신문왕이 여러 번 원측의 귀국을 요청했으나 이를 허락하지 않았다.
676년 인도 승려 지바하라(地婆訶羅)가 인도에서 《대승밀엄경(大乘密嚴經)》과 《대승현식경(大乘顯識經)》 등의 불경을 가지고 와 중국어로 번역할 때, 번역을 도울 대덕 5명 중 한 사람으로 뽑혀 증의(證義)로서 참여했다. 693년에는 인도 승려 보리유지(菩提流志)가 가져온 《보우경(寶雨經)》을 번역했다.
695년에는 실차난타(實叉難陀)가 우전국(于闐)에서 가져온 《화엄경》을 새로 번역할 때 참여했으나, 완성을 보지 못하고 불수기사(佛授記寺)에서 입적했다. 제자들이 사리를 룽먼 산 향산사(香山寺)에 안치했고, 그 뒤 제자인 자선(慈善)과 승장(勝莊) 등이 사리를 나누어 중난산(終南山) 풍덕사(豊德寺)에 사리탑을 세웠다.
원측의 후계자 담광(曇曠)이 원측의 《해심밀경소(解深密經疏)》를 둔황[敦煌] 지방으로 가지고 가자, 법성(法成)이 이를 티베트어로 번역하였다. 이 책은 티베트의 사상계와 종교문화 개혁에 크게 공헌했다. 세월이 흐르면서 중국어로 된 책의 일부가 없어졌는데, 다행히도 1992년에 중국 간쑤성 둔황(焞惶) 유적지에서 티베트어로 쓰여진 책 전문이 발견되어 그것이 다시 중국어와 한국어로도 번역되었다.
현재 중국 시안시(西安)의 흥교사(興敎寺)에 그의 탑묘가 남아 있으며 탑묘 안에 초상이 새겨져 있다. 후대에 송복(宋復)이 지은 대주서명사고대덕원측법사불사리탑명(大周西明寺故大德圓測法師佛舍利塔銘)이 있다.

## 사상
원측 사상의 요체는 중국의 자은파(慈恩派)와 달리 자종(自宗)을 고집하거나 타파(他派)를 배척하지 않고 융합하는 것으로서 원효의 사상과 비슷하다. 당시 중국 불교계는 법상종과 천태학 등 계파에 따라 날카롭게 대립하고 있었는데, 원측은 법상종 계열이면서도 양자의 융합을 주장하여, 법상종의 정통파를 자처하던 자은파로부터 이단 취급을 받았다. 그러나 일본 승려 엔지의 기록에도 나오듯이, 당에 많이 와있던 신라 출신 승려들이 원측의 사상을 계승하여 하나의 계파를 이루어 그의 사상을 계속 이어나갔고, 원측의 제자 도증(道證)은 692년(효소왕 1)에 신라로 귀국하여 원측의 유식학을 신라에 전했다.
원측의 사상은 다음과 같이 요약된다.
1. 종파에 구애받지 않고 유종(有宗)에 속하여 유식철학(唯識哲學)을 주로 하면서도 반야의 공종(空宗)을 두둔하여, 양집(兩執)을 쌍파(雙破)하고 중도(中道)를 세우려 하였다.
2. 유식(唯識)을 해명함에 있어 4분설(四分說)을 취하고, 8식을 일일이 비판하고, 제9식은 그 필요성마저 인정하지 않았으며, 6식을 일체(一體)로, 제7식 · 제8식을 별체(別體)로 보았다.
3. 규기(窺基)의 자은파의 오성각별설(五性各別說)을 비판하고, 일체 중생이 모두 여래장(如來藏)을 가지고 있으니 5종성(五種性)도 한결같이 불성을 가지고 있음을 밝혔다.
4. 《해심밀경(解深密經)》을 자은파와는 달리 일승적(一乘的) 견지에서 보아 누구라도 성불할 수 있다고 단정하였다.

## 저서
대표적인 저서는 다음과 같다.
- 《해심밀경소》 10권
- 《성유식론소(成唯識論疏)》 20권
- 《주별장(周別章)》3권
- 《유식이십론소(唯識二十論疏)》 2권
- 《관소연연론소(觀所緣緣論疏)》 2권
- 《인명정리문론본소(因明正理門論本疏)》 2권
- 《반야심경찬(般若心經贊)》 1권
- 《인왕경소(仁王經疏)》 6권

## 같이 보기
- 혜초

## 참고 문헌
- 이 문서에는 다음커뮤니케이션(현 카카오)에서 GFDL 또는 CC-SA 라이선스로 배포한 글로벌 세계대백과사전의 내용을 기초로 작성된 글이 포함되어 있습니다.